# Kefersteinia trullata
Kefersteinia trullata är en orkidéart som beskrevs av Robert Louis Dressler. Kefersteinia trullata ingår i släktet Kefersteinia och familjen orkidéer. Inga underarter finns listade i Catalogue of Life.